# Leon Trimmingham
Leon Leroy Trimmingham (2 gennaio 1971) è un ex cestista americo-verginiano con cittadinanza sanvincentina.

## Carriera
Con le Isole Vergini Americane ha disputato due edizioni dei Campionati americani (2001, 2003).